# Marshall et Simon
Marshall et Simon : Une nouvelle dimension
Marshall et Simon ou  Eerie Indiana (Eerie, Indiana) est une série télévisée en 19 épisodes de 24 minutes, créée par Karl Schaefer et José Rivera et diffusée entre le 15 septembre 1991 et le 12 avril 1992 sur le réseau NBC.
En France, la série a été diffusée à partir du 6 janvier 1993 dans l'émission Big Bang sur France 3, et au Québec à partir du 6 septembre 1994 sur Canal Famille.
Entre 1999 et 2002, elle est rediffusée sur France 3 dans Les Minikeums sous le nom d'Eerie Indiana.

## Synopsis
La petite ville d'Eerie (16 661 habitants) dans l'Indiana, est le théâtre de phénomènes étranges remarqués seulement par deux adolescents, Marshall et Simon. Un épisode comportant une histoire de pirates n'a jamais été filmé bien qu'un script ait été produit.

## Distribution
- Omri Katz (VF : David Lesser) : Marshall Teller
- Justin Shenkarow (en) (VF : Boris Roatta) : Simon Holmes
- Mary-Margaret Humes (VF : Martine Irzenski) : Marilyn Teller
- Francis Guinan (VF : Jean-Claude Montalban) : Edgar Teller
- Julie Condra (VF : Joëlle Guigui) : Syndi Teller

## Invités
- Vincent Schiavelli (VF : Francis Lax) : Dr Eukanuba (épisode 2)
- Henry Gibson (VF : Claude Nicot) : M. Lodgepoole (épisode 4)
- Dick Miller (VF : Serge Bourrier) : Al (épisode 4)
- Tony Jay (VF : Francis Lax) : Sir Boris von Orloff (épisode 5)
- Lucy Lee Flippin (VF : Claude Chantal) : L'infirmière Nancy (épisode 6)
- Danielle Harris : Melanie Monroe (épisode 7)
- Cory Danziger (en) (VF : Gilles Laurent) : Devon Wilde (épisode 7)
- Tobey Maguire (VF : Thierry Bourdon) : Tripp McConnell (épisode 8)
- Herta Ware (VF : Paula Dehelly) : Mary B. Carter (épisode 8)
- Shanelle Workman (en) (VF : Amélie Morin) : Sara Bob (épisode 9)
- Eric Christmas (VF : Henri Labussière) : Le laitier (épisode 10)
- Nikki Cox : Janet Donner (épisode 10)
- John Standing (VF : Jacques Ciron) : Le professeur Nigel Zirchon (épisode 11)
- Michael J. Pollard : Claude (épisode 11)
- Matt Frewer (VF : Henri Courseaux) : Howard Raymer (épisode 12)
- Jason Marsden (VF : Thierry Bourdon) : Dash X (épisodes 13 à 18)
- John Astin (VF : Serge Lhorca) : Radford
- Claude Akins (VF : Jean Violette) : Grungy Bill (épisode 13)
- Stephen Root : M. Chaney (épisode 14)
- Paul Sand : Charles Furnell (épisode 15)
- Anita Morris : Eunice Danforth (épisode 15)
- Ray Walston (VF : Philippe Dumat) : Ned (épisode 16)
- Rene Auberjonois (VF : Bernard Woringer) : Le Donald (épisode 17)
- Mark Blankfield (VF : Marc François) : Jose Schaefer (épisode 18)
- Joe Dante (VF : Bernard Woringer) : Le réalisateur (épisode 18)
- Grant Gelt (VF : Brigitte Lecordier) : Tod McNulty (épisode 19)
- Tom Everett (VF : Jean-Luc Kayser) : Phil McNulty (épisode 19)
- Gwynyth Walsh : La mère de Tod (épisode 19)
- Andrew White (VF : Alexandre Gillet) : L'officier Derek (épisode 19)

 Source et légende : version française (VF) sur RS Doublage

## Épisodes
1. Jeunesse éternelle (Forever Ware)
2. Cache-cache The Retainer)
3. Un cœur d'or (ATM with a Heart of Gold)
4. La déception (The Losers)
5. À faire peur…  (Scariest Home Videos)
6. Plus on est de fous… (Just Say No Fun)
7. Le Grand Amour (Heart on a Chain)
8. La Lettre  (The Dead Letter)
9. Qui est qui ? (Who's Who)
10. L'Heure perdue (The Lost Hour)
11. La Théorie de Marshall (Marshall's Theory of Believability)
12. L'Ouragan (Tornado Days)
13. Le Vieux Cowboy (The Hole in the Head Gang)
14. Monsieur Chaney (Mr. Chaney)
15. Le Voleur de cerveau (No Brain, No Pain)
16. L'Ordre du maïs (The Loyal Order of Corn)
17. Les Zombies (Zombies in P.J.s)
18. La Vérité (Reality Takes a Holiday)
19. Pas de chance (The Broken Record)

## Commentaires
- Joe Dante a réalisé les épisodes 1, 2, 4, 7 et 13.
- Si la série est passée relativement inaperçue lors de sa diffusion aux États-Unis et a été vite arrêtée[2], sa rediffusion sur la version américaine de Disney Channel en 1997 a été un succès, générant une série dérivée canadienne intitulée Marshall et Simon : Une nouvelle dimension qui durera une saison.

## Détail des épisodes

### Épisode 1: Jeunesse éternelle
- États-Unis : 15 septembre 1991 sur NBC
- France : 6 janvier 1993 sur France 3
- Québec : 6 septembre 1994 sur Canal Famille

### Épisode 2: Cache-cache
- États-Unis : 22 septembre 1991 sur NBC

Vincent Schiavelli

### Épisode 3: Un cœur d'or
- États-Unis : 29 septembre 1991 sur NBC

### Épisode 4: La Déception
- États-Unis : 13 octobre 1991 sur NBC

Dick Miller

### Épisode 5: À faire peur…
- États-Unis : 20 octobre 1991 sur NBC

Tony Jay

### Épisode 6: Plus on est de fous…
- États-Unis : 27 octobre 1991 sur NBC

### Épisode 7: Le Grand Amour
- États-Unis : 3 novembre 1991 sur NBC

### Épisode 8: La Lettre
- États-Unis : 10 novembre 1991 sur NBC

Tobey Maguire

### Épisode 9: Qui est qui?
- États-Unis : 17 novembre 1991 sur NBC

### Épisode 10: L'Heure perdue
- États-Unis : 1er décembre 1991 sur NBC

### Épisode 11: La Théorie de Marshall
- États-Unis : 2 février 1992 sur NBC

### Épisode 12: L'Ouragan
- États-Unis : 1er mars 1992 sur NBC

### Épisode 13: Le Vieux Cowboy
- États-Unis : 1er mars 1992 sur NBC

### Épisode 14: Monsieur Chaney
- États-Unis : 8 mars 1992 sur NBC

### Épisode 15: Le Voleur de cerveau
- États-Unis : 15 mars 1992 sur NBC

### Épisode 16: L'Ordre du maïs
- États-Unis : 22 mars 1992 sur NBC

### Épisode 17: Les Zombies
- États-Unis : 12 avril 1992 sur NBC

### Épisode 18: La Vérité
- États-Unis : 12 avril 1992 sur NBC

### Épisode 19: Pas de chance
- États-Unis : 9 décembre 1993 sur NBC

## DVD
L'intégrale de la série est disponible en français chez Kazé Distribution depuis février 2010, soit plus de 10 ans après la diffusion de la série, sans aucune VO et avec une image non remasterisée.